# James Patrick Shannon
James Patrick Shannon (* 16. Februar 1921 in South St. Paul; † 28. August 2003 in Wayzata) war US-amerikanischer römisch-katholischer Weihbischof in Saint Paul and Minneapolis.

## Leben
James Patrick Shannon empfing am 8. Juni 1946 die Priesterweihe. 1956 wurde er Präsident des Diözesankollegs von Saint Paul and Minneapolis.
Papst Paul VI. ernannte ihn am 8. Februar 1965 zum Weihbischof in Saint Paul und Titularbischof von Lacubaza. Der Apostolische Delegat in den Vereinigten Staaten von Amerika, Egidio Vagnozzi, weihte ihn am 31. März desselben Jahres zum Bischof; Mitkonsekratoren waren James Joseph Byrne, Erzbischof von Dubuque, und Leo Binz, Erzbischof von Saint Paul.
Er nahm an der vierten Sitzungsperiode des Zweiten Vatikanischen Konzils teil.
Von seinen Ämtern trat er am 22. November 1968 als Weihbischof und 1969 als Titularbischof zurück und verzichtete auf sein Priesteramt. Als Presse-Bischof der USA und Wortführer der geistigen Elite unter Amerikas Priestern, hatte er die Enzyklika Humanae Vitae kritisiert und im Pillenstreit für die Frauen und gegen den Papst Partei genommen. Seine Aussage dazu: »Ich kann nicht glauben, daß Gott die Menschen an unmögliche Normen binden will.« Zum Konflikt mit anderen Bischöfen kam es, als Shannon den Zölibat eine »gegenwärtig ernste Frage« nannte. Daraufhin verzichtete er auf sein Bischofsamt. Er heiratete Ruth Wilkinson, deren vierter Ehemann er wurde; sie hatte ihm im Kampf gegen den Papst beigestanden.